# Рассолов, Юрий Васильевич
Юрий Васильевич Рассолов (род. 1927) — директор Мурманского рыбообрабатывающего комбината (1977—1984), лауреат Государственной премии СССР.

## Биография
Родился 24 января 1927 года в деревне Тишино Кирилловского района Вологодской области. В годы Великой Отечественной войны работал помощником художника в Мурманском областном драматическом театре (1943—1944).
Окончил Мурманское мореходное училище (1948) и Центральный заочный институт рыбной промышленности (1958).
В 1948—1958 годах мастер ремонтно-механического цеха, инженер по внедрению новой техники, инженер-конструктор, начальник конструкторского отдела Мурманского рыбообрабатывающего комбината.
С 1958 года начальник конструкторского отдела в Мурманском филиале Центрального конструкторского бюро Продмаша, с 1960 г. — в ПИНРО.
С 1962 года — главный инженер, с 1977 по 1984 г. — директор (генеральный директор) Мурманского рыбообрабатывающего комбината. В этот период (1962—1984) получена прибавка мощностей по выпуску 14,0 МУБ консервов в год. Начал действовать коптильный завод № 2 проектной мощностью 35 т в сутки. Под его руководством совместно со специалистами ЦПТКБ «Севрыба» разработано новое оборудование.
В 1984—1986 годах работал в Севтехрыбпроме. С 1986 года на пенсии по болезни.
Государственная премия СССР 1981 года — за создание и внедрение в производство новых высокоэффективных машин и оборудования для комплексной переработки океанических видов рыб в пищевую продукцию широкого ассортимента в изменившихся условиях мирового рыболовства. Награждён орденами Ленина (1977), Трудового Красного Знамени и «Знак Почёта», и медалями, в том числе «За оборону Советского Заполярья».
Художник, автор картин.